# Chetumal
Chetumal Predloga:Lang-yua [tɕʰaktʰe̞mɐː˨˩l], 'Mesto rdečega lesa') je mesto na vzhodni obali polotoka Jukatan v Mehiki. Je glavno mesto zvezne države Quintana Roo in občinski sedež občine Othón P. Blanco. Leta 2020 je imel 169.028 prebivalcev.
Mesto je na zahodni strani zaliva Chetumal, blizu izliva reke Río Hondo. Chetumal je pomembno pristanišče v regiji in deluje kot glavna mehiška trgovinska vrata s sosednjo državo Belize. Blago se prevaža po cesti, ki povezuje Chetumal z mestom Belize na jugu, in tudi prek obalnih trgovskih ladij. Obstaja komercialno letališče, mednarodno letališče Chetumal, z letalskimi povezavami. Zaradi svoje lege na karibski obali je občutljiv na tropske ciklone; orkan Janet in orkan Dean, oba nevihti kategorije 5, sta dosegla kopno blizu Chetumala leta 1955 oziroma 2007.

## Zgodovina
V predkolumbovskih časih je bilo mesto, imenovano Chactemal (v zgodnjih evropskih virih včasih prevedeno kot 'Chetumal'), verjetno današnja Santa Rita v Belizeju, glavno mesto majevske države z istim imenom, ki je približno nadzorovala južno četrt današnje Quintana Roo in severovzhodni del Belizeja. Ta prvotni Chetumal naj bi bil zdaj na drugi strani reke Río Hondo, v sodobnem Belizeju, ne na mestu sodobnega Chetumala.
Med špansko osvojitvijo Jukatana se je majevska država Chetumal borila proti več španskim ekspedicijam, preden je bila v poznem 16. stoletju končno podjarmljena.
Upor domorodnih majevskih ljudstev proti mehiški vladavini iz leta 1840, znan kot kastna vojna Jukatana, je pregnal vse hispanske ljudi iz te regije; mnogi so se naselili v mestu Corozal v Britanskem Hondurasu (sodobni Belize).
Sedanje mesto Chetumal je bilo ustanovljeno kot mehiško pristaniško mesto leta 1898, prvotno pod imenom Payo Obispo. Na povabilo ustanovitelja Othona P. Blanca so prvo mesto naselili naseljenci iz Belizeja (vključno z begunci iz kastne vojne in Angleži).
Leta 1936 je bilo mesto uradno spremenjeno v Chetumal.
Dva orkana v 1940-ih sta z zemljo zravnala celotno mesto; Chetumal je leta 1955 tretjič opustošil orkan Janet. Po tem je bilo mesto obnovljeno s trdnejšo konstrukcijo, z betonskimi bloki, ki so nadomestili les kot običajen material.
Prebivalstvo Chetumala je bilo majhno (približno 5000 leta 1950) do izgradnje cest, ki so ga povezale s preostalim delom Mehike v 1960-ih in 1970-ih; mesto se je nato razmahnilo zaradi znatnih migracij iz drugih delov Mehike.

### Ustanovitev
Vlada Porfiria Díaza se je odločila končati stanje majevskega upora in se odločila, da se bo borila proti uporniškim Majem, in da bi to dosegla, je dokončno vzpostavila mejo z Britanskim Hondurasom pri Riu Hondo, v skladu s pogodbo, podpisano leta 1893, ki je tudi ločila novega iz države Yucatan Federal Territory Quintana Roo in poslal vojsko v boj proti Majem.
Prvi korak v boju proti njim je bil preprečiti trgovino z orožjem iz Belizeja in uveljaviti mehiško suverenost na tem koncu ozemlja, zato je bilo odločeno zgraditi utrdbo in carinski del na mestu, kjer se reka Hondo izliva v zaliv Chetumal, ki so ga poimenovali Payo Obispo v čast Paya Enríqueza de Rivere, ki je kot gvatemalski škof obiskal regijo v 1660-ih. Mornariški častnik Othón P. Blanco je predlagal, da bi bilo bolje poslati ponton, ker gre za neraziskano mesto in brez kakršne koli gotovosti o tem, kakšen bi bil teren ali reka Hondo, ki bi lahko služila kot vojašnica in carinski oddelek, medtem ko bi se dosegala stalna namestitev, saj bi ponton omogočal hitro mobilnost in večji nadzor. Blancov predlog je bil sprejet in imenovan tudi za poveljnika takega pontona in vodjo operacije; ponton je bil zgrajen v New Orleansu in Blanco ga je poimenoval Pontón Chetumal v spomin na majevsko ime za to regijo. Konec leta 1897 je zapustil New Orleans in po postankih v Progresu, Jukatanu in Cozumelu 22. januarja 1898 prispel do izliva reke Hondo.
Othón P. Blanco je hitro organiziral garnizijo in ukazal očistiti obalo, pokrito z mangrovami, da bi vzpostavil stalno prebivalstvo na celini, stopil pa je tudi v stik z Mehičani, ki so prebivali v Corozalu, in preživelimi pokola v Bacalarju ter sporočil svoje namere ustanovi novo prebivalstvo in jih povabi, da se vrnejo v Mehiko.
Končno je Othón P. Blanco 5. maja 1898 uradno ustanovil novo mesto s sosedi iz Corozala in drugih delov polotoka ter mu dal ime Payo Obispo', kot je bila regija že znana. O izvoru tega imena je omenjeno, da prihaja od Fraya Paya Enríqueza de Rivere, ki je bil mehiški nadškof in podkralj Nove Španije, ko pa je bil gvatemalski škof, je prišel obiskat Bacalar in pristal na točka, ki je dobila njegovo ime.

### Zgodnja leta
Payo Obispo je bil na začetku majhno obmejno mesto, namenjeno predvsem nadzoru meje in katerega gospodarske dejavnosti so bile osredotočene na izkoriščanje virov džungle, kot sta sapodilja (Manilkara zapota) in chicle (naravni gumi), komunikacija z notranjostjo je bila samo po morju, do pristanišča Vigía Chico, kjer je železnica povezana z glavnim mestom ozemlja, Santa Cruz de Bravo ali severneje Cozumel ali Progress.
Hiše so bile v gozdnem karibskem angleškem slogu, kot v Belizeju ali na Jamajki, zgrajene nad tlemi in svetlo pobarvane ter z lesenimi rešetkami na oknih. Pitno vodo so zajemali iz deževnice s cisternami, ki jih je imela vsaka hiša po eno, kasneje pa so zgradili veliko javno cisterno.

### Razvoj
Dokončni razvoj Payo Obispa se je zgodil, ko se je guverner Jukatana Salvador Alvarado odločil, da bo Majem vrnil mesto Santa Cruz de Bravo, ki je takrat pripadalo Jukatanu po zatiranju ozemlja Quintana Roo in da je leta 1915 prestolnica je bila ustrezno premaknjena v Payo Obispo, s čimer sta se povečala populacija in gospodarska dejavnost, saj so bile v prebivalstvu ustanovljene vladne enote.
V 1920-ih in 1930-ih je bilo raziskovanje in razvoj Quintana Roo močno razširjeno, saj je bilo to eno zadnjih nerazvitih krajev v državi in mnogi so menili, da je ugodno za vzpostavitev novih modelov, ki jih je zagovarjala mehiška revolucija, vendar je zaradi finančnih razlogov zvezna vlada znova ukinila ozemlje Quintana Roo in ga razdelila med Jukatan in Campeche, pri čemer je Payo Obispo ostal v slednji zvezni državi. Payo Obispo je nato vodil gibanje, ki je zahtevalo obnovo zveznega ozemlja, zahtevo odgovoril Lázaro Cárdenas, ki je mesto obiskal leta 1934 kot kandidat za predsednika in ki je, ko je prevzel položaj, leta 1935 ponovno vzpostavil ozemlje.
Novi guverner, Rafael E. Melgar, je močno spodbujal razvoj mesta, njegova zasluga je gradnja prvih betonskih stavb, to so vladna palača, bolnišnica Morelos in šola Belisario Domínguez, ki se je prav tako razvila s spodbujanjem ustanavljanja delavskega zadruge, namenjene sečnji, gumi in žvečilnim gumijem, med drugim in ki so spodbudile začetek izseljevanja v Quintana Roo. Poleg tega in v skladu s takratnimi postulati se je Melgar odločil odstraniti vsa imena verskega izvora za kraje in mesta na tem ozemlju in se po odloku z dne 16. februarja 1937 preimenoval v Payo Obispo z novim imenom Chetumal. Razvoj, ki ga je spodbujal Melgar, je med naslednjimi vladami in iz različnih razlogov v večji ali manjši meri upadel, vendar se je rast mesta še naprej povečevala.
27. septembra 1955 je mesto udaril orkan 5. stopnje Janet in ga skoraj popolnoma uničil. Večina lesenih objektov je bila uničena, umrlo pa je okoli 500 prebivalcev. Po orkanu je bil Chetumal obnovljen kot sodobno mesto, ki je za seboj pustilo anglo-karibsko leseno arhitekturo.
Med vladami Aaróna Merina Fernándeza, Javierja Roja Gómeza in Davida Gustava Gutiérreza se je razvoj nadaljeval z vzpostavitvijo električne razsvetljave, tlakov in zemeljskih komunikacij, pa tudi z velikim izseljevanjem iz drugih delov države, ki ga je spodbujala zvezna vlada, zlasti Luis Echeverría Álvarez, z namenom promovirati zvezno ozemlje v državi federacije, ki je bila končno narejena 8. oktobra 1974 in postala Chetumal v glavnem mestu nove države Quintana Roo.

## Sodobni Chetumal
Chetumal je rastoče mesto z mednarodnim letališčem. Mesto ima Muzej majevske kulture in živalski vrt, Payo Obispo Zoo, ki pripada otrokom Quintana Roo.
Na gospodarstvo Chetumala je vplivala njegova bližina meje z Belizejem. Območje brez davka na blago in storitve (prosta cona Corozal), vzpostavljeno na strani Belizeja, privablja številne obiskovalce v Chetumal in zagotavlja pripravljen trg za trgovce na drobno in trgovce v Chetumalu. Vendar je nastala praznina zaradi nižjih cen prostih con, zaradi česar so številni trgovci na drobno v Chetumalu morali zapreti svoja vrata. Blago, kupljeno drugje, je bilo težko prodati po višjih cenah od konkurence. Tudi sam Chetumal je bil nekoč prosta cona in pomembna destinacija za ljudi iz drugih delov Mehike, ki so želeli kupiti blago visoke vrednosti in razsutega blaga brez državnih dajatev (politika, ki je bila namerno uvedena, da bi pritegnila to podjetje). Mesto ohranja pomembno trgovino na drobno za regijo, ki podpira številna lokalna podjetja.
V velikem pokritem nakupovalnem središču Plaza de las Américas so sodobna kinodvorana (ki pripada mehiški verigi Cinepolis), različne verige veleblagovnic, lokali s hitro hrano in supermarket Chedraui.
Poleg svojega maloprodajnega gospodarstva je Chetumal tudi glavno mesto zvezne države Quintana Roo. Ker je to lokacija vseh osrednjih uradov države, obstaja velika populacija vladnih uslužbencev, katerih poraba lokalnih dobrin in storitev vnaša dodatne prihodke v gospodarstvo Chetumala. Kot glavno mesto države Chetumal prejema dober delež tujih valut, ki jih prinese precejšnje plavajoče prebivalstvo, sestavljeno iz evropskih, azijskih in severnoameriških turistov.
Mesto ima glasbeno šolo, ki ponuja pouk različnih instrumentov ter glasbene teorije in zgodovine. Šola je glavna glasbena šola v državi in je dom mladinskega simfoničnega orkestra države Quintana Roo (Orquesta sinfonica juvenil del estado de Quintana Roo), ki ga vodi Silvia Alcantara Chavero.
V mestu sta dve gledališči. Teatro Minerva, ki je gledališče na prostem in pripada državni glasbeni šoli, in Teatro Constituyentes, ki je gledališče v zasebni lasti.
Obstaja podeželski klub, ki vključuje igrišča za tenis, nogomet in košarko, telovadnico, bazen, parno kopel in salon za zabave.
V zgodnjih 1990-ih je bila v Chetumalu ustanovljena Univerza Quintana Roo, ki je zagotavljala usposabljanje in višje terciarne diplome na različnih področjih.

## Glavne znamenitosti
Chetumal ima več muzejev, spomenikov in parkov.
Muzeji
- Kulturni center lepih umetnosti (Centro Cultural de las Bellas Artes), ki je v središču mesta. Stavba je v nekdanji šoli Belisario Domínguez, ki je bila prva šola Quintana Roo.
- Muzej majevske kulture (Museo de la Cultura Maya), ki velja za največji in najobsežnejši muzej v državi, posvečen majevski kulturi. Ima pomembno zbirko avtentičnih in reprodukcij klasičnih del ter pripoveduje o razvoju majevske kulture, njenem izvoru, pa tudi o različnih vidikih njihovega vsakdanjega življenja.
- Muzej mesta. Vezana na Kulturni center likovnih umetnosti, namenjena razstavi fotografij, orodij in dokumentov, ki pripovedujejo o nastanku mesta.

Spomeniki
- Spomenik zastavi (Monumento a la Bandera), prvi spomenik, zgrajen v Chetumalu. Sestavljen je iz belega obeliska, ki ima na vsaki strani po eno številčnico ure.
- Zibelke Meztizaje (Monumento Cuna del Meztizaje), zgrajene na vhodu v Chetumal. Ima obliko majevske piramide, na kateri so kipi Gonzala Guerrera, njegove žene Zazil Há in otrok obeh.
- Spomenik Andrés Quintana Roo, posvečen Andrésu Quintana Rooju, po katerem je država dobila ime.
- Spomenik ribičem, eden najnovejših, ki je v zalivu Chetumal.

Parki
- Ekološki park (Parque Ecológico).
- Park sira
- Živalski vrt Biouniverzoo.